# Polygonatum cirrhifolium
Polygonatum cirrhifolium är en sparrisväxtart som först beskrevs av Nathaniel Wallich, och fick sitt nu gällande namn av John Forbes Royle. Polygonatum cirrhifolium ingår i släktet ramsar, och familjen sparrisväxter. Inga underarter finns listade i Catalogue of Life.